# 教會三角旗
教会三角旗（英語：Church pennant）是部份海军使用的旗帜，用于表示教会仪式正在进行，悬挂在船舶和军事场所（基地）。

## 法国
法國海軍曾有一面教会旗帜，但在1905年开始就不再使用。

## 英国和荷兰
英國皇家海軍、英联邦其他海军和荷蘭皇家海軍使用类似国旗的教会三角旗。
旗帜靠近旗杆为英格兰国旗、旗扬为荷蘭國旗，这个旗帜组合源自17世纪后期的英荷戰爭。当时，人们在周日使用这面组合旗帜来表示宗教仪式正在进行，以及交战两国之间暂时停火。

## 美国
美國海軍有几面教会三角旗，其中合适的一面旗帜会悬挂在海军旗帜的正上方，无论该面海军旗帜悬挂在何处，当海军牧师在舰上主持宗教仪式时，教会三角旗会悬挂在帆桁；当海军牧师不在舰上主持宗教仪式时，则会悬挂在旗杆。最初，教会三角旗仅授权予基督教牧师，无论其所属任何教派；直至1975年，海军部长批准犹太教使用类似的礼拜三角旗。